# Монастырские крестьяне
Монасты́рские крестья́не — категория зависимого населения в России, существовавшая с XI века до середины XVIII века, находившаяся в феодальном владении Русской православной церкви. После секуляризации церковных земель по указу Екатерины II 26 февраля 1764 года два миллиона монастырских крестьян были переданы в ведение Коллегии экономии и получили название экономических крестьян.

## История

### Причины возникновения
По определению Георгия Плеханова, церковный феодализм отличался от светского тем, что церковь являлась коллективной сеньорией, при которой «церкви и монастыри владеют землей и зависимыми людьми, как коллективные помещики». По мнению В. И. Писарева, связывающего историю русского монашества с развитием землевладения, такой подчиненный четкой иерархии коллективизм давал возможность монастырям «накоплять огромные земельные и денежные богатства, быть эксплуататором по отношению к сельскому населению, и отдельным представителям церкви владеть большими личными средствами и крепостными людьми».

### Формы эксплуатации
В целом монастырские крестьяне подвергались тем же формам эксплуатации, что феодально-зависимые крестьяне нецерковных владений. В уставной грамоте митрополита Киприана 1391 года монастырским крестьянам вменялось в обязанность платить оброк и отрабатывать барщину, выполняя все виды хозяйственных работ. Общее усиление в XV—XVI веках крепостнических тенденций коснулось также и монастырских крестьян. Уже во 2-й половине XV века в ряде вотчин, принадлежавших Троице-Сергиевой лавре был сильно ограничен переход монастырских крестьян — старожильцев. При побеге монастырских крестьян они водворялись во владения монастыря великокняжеской администрацией. Сложное положение монастырских крестьян было усугублено системой кабальных долговых обязательств, принимаемых крестьянами, которая способствовала дальнейшему закреплению их зависимости от духовных феодалов.
Во второй половине XVIII века произошло оформление крепостного права, усилившее феодальную эксплуатацию. Это ещё более ухудшило положение монастырских крестьян. Так, в 1753 году монастырские крестьяне Троице-Калязинского монастыря обязаны были не только обрабатывать монастырскую пашню и платить денежный оброк, но и выделять для монастыря работников. Кроме этого, монастырские крестьяне выполняли много мелких натуральных повинностей. Сохранение тяжёлых форм монастырской барщины сковывало хозяйственную деятельность монастырских крестьян, вело к их обнищанию. Всё это осложнялось жестоким обращением и вымогательством со стороны монастырских властей; так, монастырские крестьяне Амвросиево-Новоспасского монастыря жаловались, что управитель «держит их в цепях и железах недель по пяти и больше».

## Участие в антифеодальных восстаниях
Монастырские крестьяне нередко являлись инициаторами и участниками антикрепостнических восстаний. Известны подобные волнения в 1550 году в Адриановой пустыни, в 1594—1595 годах в Иосифо-Волоколамском монастыре, в 1577—1578 годах в Антониево-Сийском монастыре и др. В XVII веке монастырские крестьяне участвовали в Крестьянской войне под предводительством Степана Разина (недоступная ссылка).

## Секуляризация церковных земель и упразднение монастырского крестьянства
Ограничение церковного землевладения в интересах светских феодалов с начала XVI века привело к созданию около 1650 года Монастырского приказа. Под давлением церковников, выступавших на Большом Московском соборе 1667 года и Московском соборе 1675 года, Монастырский приказ был упразднён в 1675 году. Но в 1701 году Петром I было упразднено патриаршество, а также восстановлен Монастырский приказ, который теперь получил функции выполнения всех административно-финансовых и судебных вопросов церковного управления, включая сборы денежных и натуральных доходов, получаемых от эксплуатации монастырских крестьян. В 1725 году на фоне усиления контроля государства над церковью Монастырский приказ был упразднён, а его функции переданы созданному в 1721 году Священному Синоду как центральному органу церковной власти. Эти процессы объективно подготовили секуляризацию церковных земель, объявленную Петром III в Манифесте о секуляризации церковных земель. Принципиальное отличие монастырских крестьян от помещичьих заключалось в том, что церковному начальству запрещалось дарить, продавать, отпускать на волю, вообще отчуждать монастырских крестьян иным образом (Словарь "Гранат", "Крестьяне различных наименований"). В отличие от помещичьих крестьян, монастырские крестьяне имели право жаловаться.
Массовые выступления монастырских крестьян в 1760-е годы способствовали тому, что 26 февраля (8 марта) 1764 года указом Екатерины II была проведена полная секуляризация церковных земель и около двух миллионов душ монастырских крестьян перешло в ведение Коллегии экономии. С этого момента монастырские крестьяне стали называться экономическими крестьянами.

## Численность
По данным Григория Котошихина, к середине XVII века в Русском государстве существовало 118 тысяч дворов монастырских крестьян, 86 тысяч из числа которых приходилось на монастыри. По 1-й ревизии 1719 года было насчитано 791 тысяча душ мужского пола монастырских крестьян, по 2-й ревизии 1744 года — 898,5 тысячи, по 3-й ревизии 1762 года — 1 миллион 27 тысяч. При упразднении монастырских крестьян и переводе их в разряд экономических крестьян в середине XVIII века их насчитывалось более двух миллионов душ.